# Ankale, Khanapur
Ankale là một làng thuộc tehsil Khanapur, huyện Belgaum, bang Karnataka, Ấn Độ.